# Wapiennik (gmina Kłobuck)
Wapiennik – osada w Polsce położona w województwie śląskim, w powiecie kłobuckim, w gminie Kłobuck.